# Handelshögskolans i Stockholm studentkår

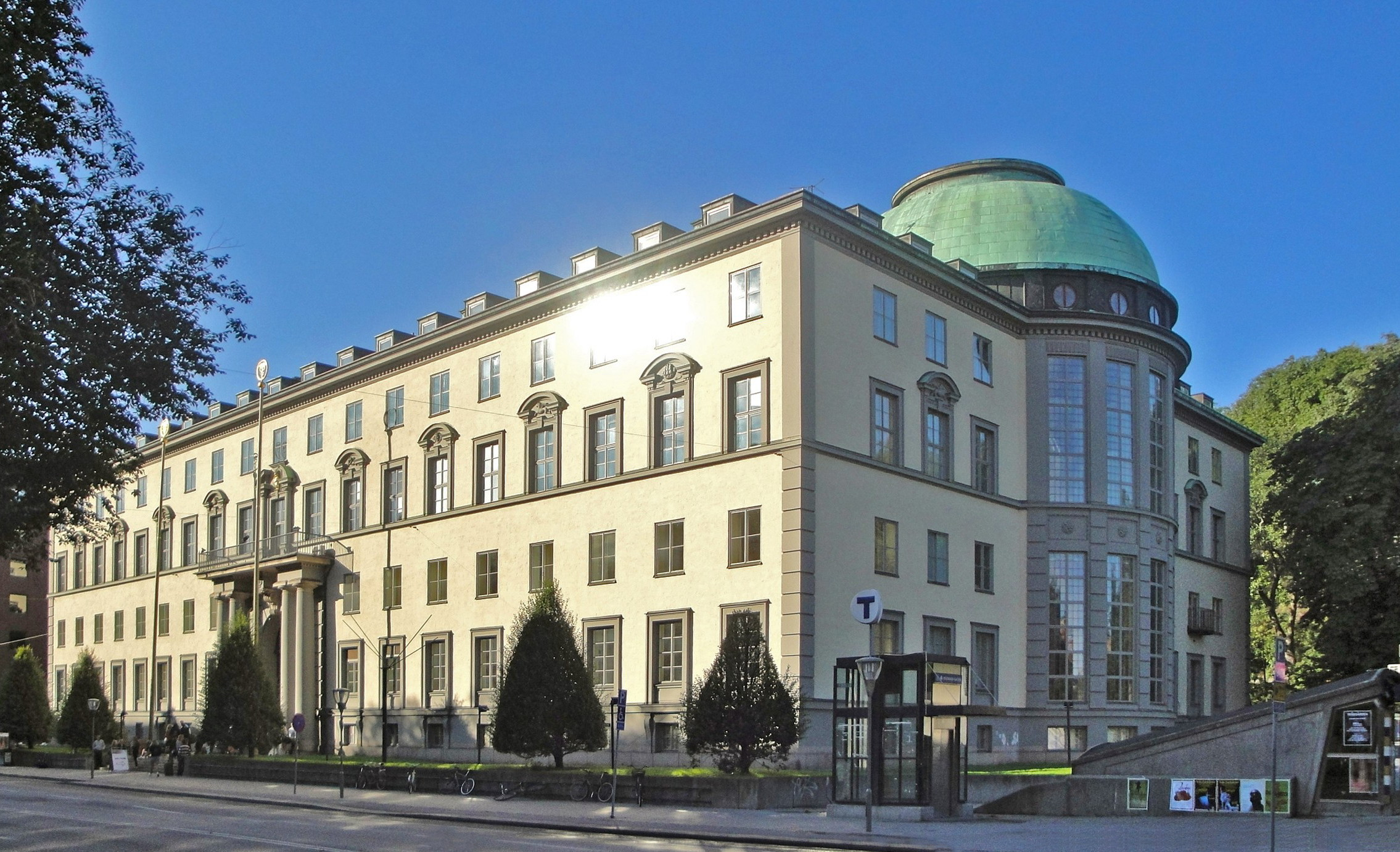
Sveavägen 65, Stockholm

Handelshögskolans i Stockholm studentkår (HHSS), engelska: Student Association of the Stockholm School of Economics (SASSE), organiserar studenter inskrivna vid Handelshögskolan i Stockholm. Den grundades 1909 och är belägen på Sveavägen 65 i Stockholm.

## Historia
Studentkåren grundades den 11 november 1909, samma år som Handelshögskolan i Stockholm. Första ordförande var Nils Erdman. Studentkårens lokaler och Handelshögskolan i Stockholm låg 1909-1926 i Brunkebergs hotell på Brunkebergstorg 2 på Norrmalm i Stockholm. Sedan 1926 ligger kårens lokaler i Handelshögskolan i Stockholms huvudbyggnad på Sveavägen 65 i Stockholm. Kåren har även, genom den så kallade Kopparporten, adress mot Kungstensgatan 39.

## Organisation

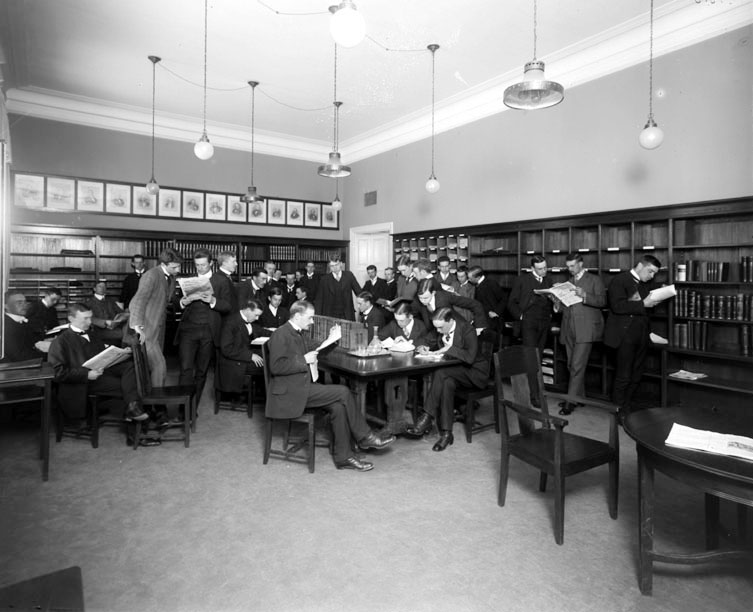
Samlingslokal för studenter vid Handelshögskolan i dess ursprungliga byggnad Brunkebergs hotell på Brunkebergstorg 2, år 1911. Studentkåren grundades 1909, samma år som Handelshögskolan i Stockholm. Se vidare artiklarna Handelshögskolan i Stockholms historia och Byggnader vid Handelshögskolan i Stockholm

Studentkåren organiserar 90 procent av studenterna vid Handelshögskolan i Stockholm, vilket inkluderar studerande på ekonomie kandidat-, ekonomie master- och ekonomie doktorsprogrammen samt utbytesstudenter, och har cirka 1 900 medlemmar.

### Kårfullmäktige
Studentkårens högsta beslutande organ är Kårfullmäktige (FUM). FUM består av 13 ledamöter, varav en ordförande, som alla väljs i personval i december respektive maj varje år. Fullmäktige sammanträder minst sex gånger per år. Vid dessa sammanträden fattar man beslut i strategiska frågor, till exempel rörande studentkårens stadgar och regelverk. Vid det viktiga kårfullmäktigesammanträdet i februari, fattas beslut om budget för det kommande verksamhetsåret.
Vid kårfullmäktiges sammanträden fattas beslut huvudsakligen med enkel majoritet (ett fåtal frågor kräver större majoriteter; dessa finns samtliga angivna i kårens stadga). Direktionen är kårfullmäktiges stående utskott och representerar fullmäktige gentemot kårstyrelsen då fullmäktige inte är samlad, det vill säga mellan kårfullmäktiges sammanträden. Direktionen utgörs av 4 av kårfullmäktiges ledamöter samt ordförande.

### Kårordförande och kårstyrelse
Kårstyrelsen, som är kårens högsta verkställande organ, utses genom direkta personval till respektive post i samband med det årliga kårvalet som hålls i december. Valberedningen administrerar valet där alla kårens medlemmar har rösträtt. Kårstyrelsen verkställer de beslut som kårfullmäktige fattat och ansvarar inför FUM för kårens verksamhet.
Kårstyrelsen leds av kårordföranden och består förutom denna, av vice kårordförande, skattmästare, samt ordförandena för kårens åtta utskott. Tre av kårstyrelsens ledamöter anses ha särskilt centrala funktioner inom kårens ledning, och bildar tillsammans det så kallade presidiet. Presidiet består av kårordföranden, vice kårordförande och skattmästaren.
Bland bemärkta kårordförande märks Jacob Palmstierna (1959–1960), Arne Mårtensson (1972–1973), Sverker Littorin (1980–1981), Peter Hägglund (1989–1990), Mattias Miksche 1992–1993, Ola Ringdahl (1995–1996) och Günther Mårder (2005–2006).

### Utskott
Handelshögskolans i Stockholm studentkår har åtta utskott. Arbetet inom varje utskott leds av en utskottsordförande.

#### Idrottsutskottet (IdU)
Idrottsutskottet är ett av kårens största utskott. Utskottet anordnar idrottsliga aktiviteter för kårmedlemmarna.

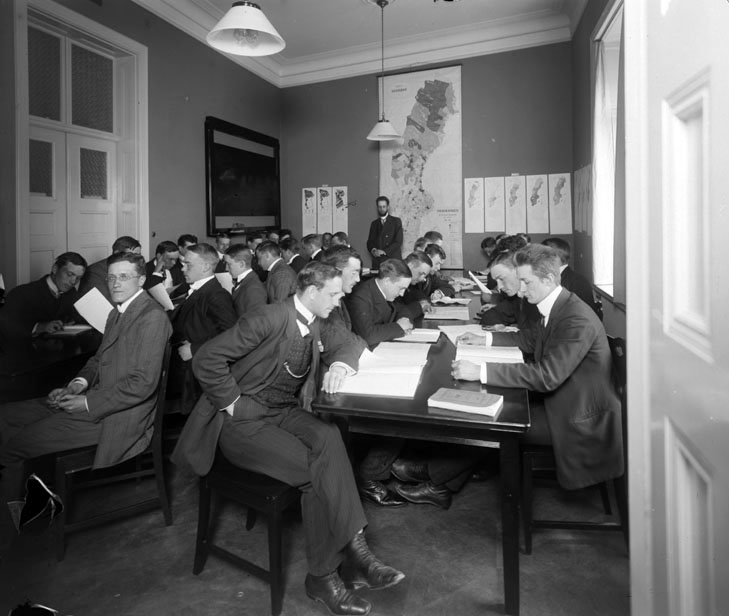
Studenter på HHS i Brunkebergs hotell på Brunkebergstorg 2, år 1911. Eli Heckscher längst bak framför kartan, Lars Ture Bohlin böjd över en bok vid högra bordet.

#### Internationella utskottet (IntU)
Det internationella utskottet, grundat 1997, är kårens näst största utskott. IntU driver varje år två större projekt, Exchange Japan och Focus CSR, som verkar för att på olika sätt utforska näringslivet, CSR och internationella relationer. Genom de olika regionala föreningarna dedikerade till olika länder arrangerar man föreläsningar, temafester och resor.

#### Tech-utskottet (TechU)
Techu ansvarar för drift och underhåll av kårens datorinstallationer, bland annat servrar och kårens community Kårportalen. 

#### Mediautskottet (MedU)
Mediautskottet grundades genom en ihopslagning av kårtidningen Minimax och Marknadsföringsutskottet 1983. Utskottet ansvarar för kårens interna och externa kommunikation, bland annat skriver och publicerar man tidningen Minimax.
För de studenter som siktar på en karriär inom massmedia eller marknadsföring arrangeras årligen arbetsmarknadsdagen M2.

#### Näringslivsutskottet (NU)
Näringslivsutskottet är ett av studentkårens största utskott. Utskottet sköter kontakterna mellan studentkollektivet och näringslivet. Man anordnar över 100 företagspresentationer årligen. 

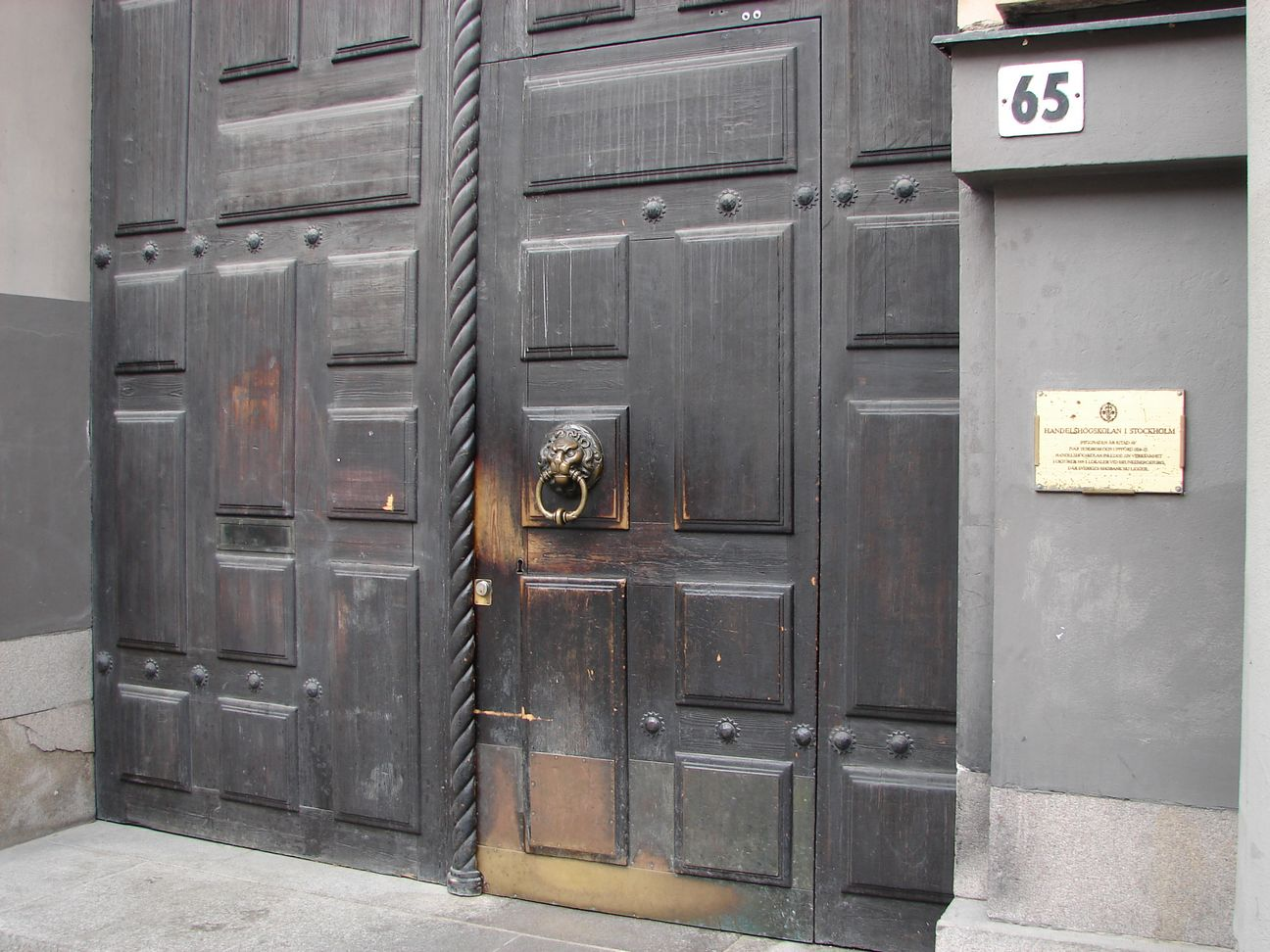
Porten vid Sveavägen 65. Handelshögskolans i Stockholm studentkår (HHSS) och Kamratföreningen vid handelshögskolan i Stockholm, som organiserar högskolans alumner, har sina lokaler här.

Man arrangerar också två årliga resor, London Career Week, då ett större antal studenter åker till London för att besöka investmentbanker, och US Relations, då flera studenter åker till New York, USA, för att besöka företag.
Man anordnar också Women's Banking Day, då kvinnliga studenter ges extra möjlighet att bekanta sig med den mansdominerade finansbranschen.

#### Programutskottet (PU)
PU är studentkårens äldsta och mest traditionstyngda utskott och ansvarar för kårens fester. Till de traditionsenliga, årligt återkommande festerna hör bland annat Gasque, Årsfesten och Sommarfesten.

#### Sociala Utskottet (SU)
Sociala Utskottets uppgift är att förbättra studenternas fritid och intressen utöver studierna genom att anordna sociala, kulturella och festliga aktiviteter av olika slag.

#### Utbildningsutskottet (UU)
Utbildningsutskottet är ett av de två strategiskt ansvariga utskotten och är studenternas kontaktorgan mot högskolan. Utskottet är ansvarigt för utbildningsbevakning, studenternas rättigheter och för att lobba för frågor i studenternas intresse. Utskottet sitter med och är representerat i nästan alla av högskolans beslutande organ för att föra fram studenternas åsikter.

### Föreningar och projekt
Utöver de åtta utskotten finns också en rad föreningar och projekt.

#### Friedmans apostlar

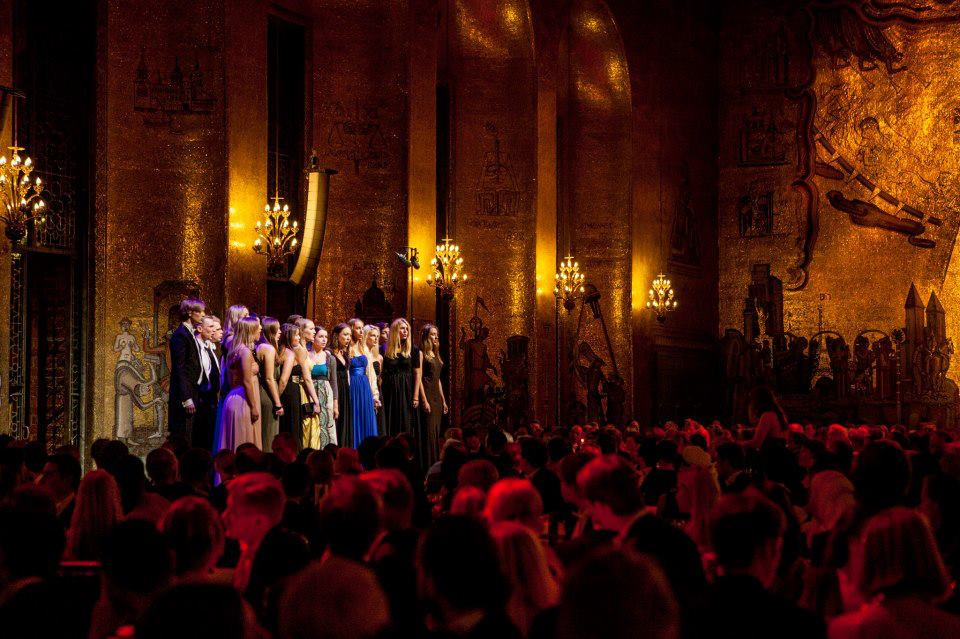
Friedmans Apostlar Handelshögskolan i Stockholms studentkårs kör uppträder under examinations ceremonien vid Handelshögskolan i Stockholm i Gyllene salen i Stockholms stadshus.

Studentkårens kör Friedmans apostlar grundades 1989. Körens namn anspelar dels på Bellmans verk Fredmans Epistlar, dels på Milton Friedman, 1976 års ekonomipristagare till Alfred Nobels minne. Körens medlemmar utgörs enbart av studenter eller alumner vid Handelshögskolan i Stockholm. Friedmans apostlar uppträder vid olika tillställningar så som examinations ceremonien, studentkårens egna festligheter samt på olika företag och organisationer.

#### Handelsspexet
Handelsspexet är studentkårens teaterförening som grundades 1964 och årligen sätter upp ett antal interaktiva föreställningar. Bland tidigare medverkande i Handelsspexet märks Alexander Bard.

#### Stockholm Student Investment Fund (SSIF, Börsrummet)
Studentkårens finanssällskap som driver Börsrummet. Föreningen anordnar företagspresentationer och Focus on Finance, en årligt återkommande arbetsmarknadsdag med inriktning mot finansmarknaden.

#### Mercblecket/Musiksällskapet/Det Nya Mercblecket
Orkestern Mercblecket grundades 1962 som en marschorkester av en engelsk utbytesstudent vid högskolan och uppträdde tills 2006 bland annat tillsammans med baletten Efterfrågekurvorna (tidigare Paretobaletten). Orkestern var den first studentorkester som fick uppträda på Nobelfesten I Stadshuset 1986. Orkestern har även spelat in ett flertal skivor och varit medlem i SMASK (Stockholms Musicerande Akademiska Samarbetande Kårorkestrar).

#### Småttingintro
För nyantagna studenter introduktionsevenemaget Småttingintro som leds av en kommittén som består av redan inskrivna studenter vid Handelshögskolan i Stockholm.

### Övrig verksamhet

#### Nobel Nightcap
Nobel Nightcap arrangeras av fyra studentkårer i Stockholm på roterande basis, Handelshögskolans i Stockholm studentkår, samt Medicinska Föreningen, Stockholms universitets studentkår och Tekniska Högskolans Studentkår.

#### Priset Teacher of the Year
Studentkåren delar ut ett årligt pris kallat Teacher of the Year (tidigare Årets Lärare). Medlemmarna i kåren röstar om vilken lärare vid högskolan som ska tilldelas priset, som förutom äran, utgörs av 40 000 kr. Bland bemärkta tidigare mottagare av priset märks Emma Stenström (2005), Fredrik Törn (2011), Kathryn Kaminski (kandidatprogrammet, 2012), Hans Kjellberg (masterprogrammet, 2012), Erik Nerep (kandidatprogrammet, 2013) och Per Strömberg (masterprogrammet, 2013).

## Medlemskap
Studentkåren är medlem i Stockholms Studentkårers Centralorganisation (SSCO), som organiserar studentkårer i Stockholm, men har valt att stå utanför den nationella organisationen Sveriges Förenade Studentkårer (SFS).

## Finansiering
Kårens verksamhet finansieras dels genom medlemsavgifter, dels genom intäkter från sponsring från olika företag. Citigroup, Deloitte, SEB och Baker & McKenzie bidrar avsevärt och långsiktigt till kårens verksamhet och benämns kårföretag respektive kårjurist.

## Övrigt

### Akademisk kvart
Handelshögskolan tillhör de utbildningsinstitutioner i Sverige som tillämpar med akademisk kvart, det vill säga en schemalagd fördröjning så att varje föreläsning börjar 15 minuter efter hel timma.

### Enok, Henok och Enoka
Studentkårens medlemmar har givits smeknamnen Enok (manlig medlem), Henok (ickebinär medlem) och Enoka (kvinnlig medlem).

### Nobelpristagaren i ekonomi
Pristagaren av Sveriges Riksbanks pris i ekonomisk vetenskap till Alfred Nobels minne brukar varje år hålla en nobeldiskussion på Handelshögskolan. I samband med denna tillställning tilldelas pristagaren vanligen en egen overall likt den som kårstyrelsen själva bär i olika sammanhang. Denna korta överlämningsceremoni leds vanligen av kårordförande och vice kårordförande för Handelshögskolans kår.

### Studentoverall
Likt andra lärosäten bär även medlemmar i Handelshögskolans studentkår studentoverall. Till en början bar alla medlemmar lila (kårens signaturfärg) overall med vit revär. Idag bär enbart kårstyrelsen lila overall och övriga utskott samt projekt bär respektive signaturfärg. Exempelvis Programutskottet (PU) bär röd overall och kårens kör Friedmans Apostlar (FA) bär idag mörkblå overall.